# Niccolò Caracciolo
Niccolò Caracciolo  (né le 8 novembre 1658 au château de Villa Santa Maria, dans les Abruzzes et mort le 7 février 1728 à Capoue) est un cardinal italien du XVIIIe siècle. 
Sa mère est la sœur du cardinal Francesco del Giudice (1690) et il est le cousin du cardinal Niccolò del Giudice (1725). Il est de la famille des cardinaux Marino Ascanio Caracciolo (1535), Innico Caracciolo, seniore (1666), Innico Caracciolo, iuniore (1715), Giovanni Costanzo Caracciolo (1759), Diego Innico Caracciolo (1800) et Filippo Giudice Caracciolo (1833).

## Biographie
Niccolò Caracciolo est référendaire au tribunal suprême de la Signature apostolique, gouverneur de Fabriano, président de  Montalto, gouverneur d'Ancône, gouverneur de Viterbo, gouverneur de Pérouse et Ombrie et gouverneur provincial de marche d'Ancône.
Il est nommé archevêque titulaire de Thessalonique (de) et consacré par Fabrizio Paolucci en 1700; il est nonce apostolique dans le grand-duché de Toscane (en) de 1700 à 1703. En 1703, il est transféré à l'archidiocèse de Capoue. Là, il fut chargé de catéchiser l'imam « Muhammad ibn Abdallah al-Saidi al-Adawi » qui reçut le baptême sous le nom de Clément Caraccioli, et fut copiste arabe à la Bibliothèque Vaticane.
Le pape Clément XI le crée cardinal lors du consistoire du 16 décembre 1715. Le cardinal Caraccioli est pro-vicaire-général de Rome en 1515-1517. Il participe au conclave de 1721, lors duquel Innocent XIII est élu pape, mais ne participe pas  au conclave de 1724 (élection de Benoît XIII).